# Сардинско кралство
Сардинското кралство (на италиански: Regno di Sardegna), известно и като Кралство Пиемонт, Кралство Сардиния и Пиемонт, Кралство Пиемонт-Сардиния или Кралство Сардиния-Пиемонт, е историческа държава, съществувала на територията на днешна Северозападна Италия от 1720 до 1861 г.
Сардинското кралство обединява земите на остров Сардиния, княжествата Пиемонт и Аоста, графство Ница и херцогствата Монферат, Савоя и Генуа, които се намират под властта на херцозите на Савоя. Кралството обхваща обща площ от 76 000 кв. км и е с население 5 167 000 души (през 1857 г.), а столицата му е град Торино.
През 1861 г. Сардинското кралство играе централна роля в процеса на обединение на италианските държави под егидата на кралете от династията Савоя. Земите на Сардинското кралство съставляват днешните италиански области Сардиния, Пиемонт, Лигурия и част от провинция Павия, a областите Ница и Савоя са предадени на Франция.

## Образуване
До началото на 18 век Южна Италия (Неаполитанско кралство) и островите Сардиния и Сицилия (Сицилианско кралство) се намират в персонална уния под егидата на испанските Хабсбурги и представляват неразделна част от владенията на Испания. През 1701 г. умира испанският крал Карлос II, последният представител на Хабсбургската династия в Испания. Скоро след смъртта му, през 1704 г. започва войната за испанското наследство, в която правото над испанската корона си оспорват двама племенници на Карлос II – френският претендент Филип д'Анжу, внук на френския крал Луи XIV, и австрийският претендент Карл, син на австрийския император Леополд I. Войната продължава повече от десетилетие, като в нея се намесват почти всички големи държави в Западна Европа. В тази война херцогът на Савоя и суверен на Пиемонт Виктор-Амадей II подкрепя австрийските претенции. С подписания през 1713 г. Утрехтски мирен договор испанските владения в Нидерландия и Италия са поделени между Савойското херцогство и Австрия: херцогство Савоя получава Сицилианското кралство и част от Миланското херцогство, а Австрия анексира Испанска Нидерландия, Сардиния, Неаполитанското кралство и останалата част от Миланското херцогство.
През 1718 г. в Лондон всички замесени в конфликта сили подписват договор, с който Савоя отстъпва на Австрия остров Сицилия, в замяна на което получава остров Сардиния. Договорът влиза в сила през 1720 г. Владенията на Виктор Амадей II формират Сардинското кралство, а той получава титлата „Крал на Сардиния“. Най-важна в икономическо, политическо и демографско отношение част на кралството остава Пиемонт, чиято столица Торино запазва ролята си на политически център на Сардинското кралство. По това време кралство Пиемонт-Сардиния обхваща остров Сардиния, Савоя, Ница и западната половина на днешен Пиемонт.

## Наполеонови войни
През 1792 г. Кралство Пиемонт се присъединява към Първата антифренска коалиция. През 1796 г. обаче френските войски навлизат в Сардинското кралство, без да срещнат почти никаква съпротива. Същата година в Париж е подписан договор, който е изключително неблагоприятен за кралството. На 6 декември 1798 г. войски на Бартелеми Жубер обсаждат Торино и принуждават крал Карл-Емануил IV да абдикира и да се оттегли на остров Сардиния, след което Областното събрание на Пиемонт гласува провинцията да стане част от Франция. Властта на французите над Пиемонт е затвърдена окончателно след Битката при Маренго (1800 г.), в която разбиват австро-руските войски. До края на войните обаче остров Сардиния остава извън френските завоевания.
През 1814 г. Сардинското кралство е възстановено, а територията му се увеличава, като към него са присъединени земите на бившата Република Генуа. Придобивките на кралството са потвърдени окончателно от Виенския конгрес. Като резултат от Наполеоновите войни на престола на Сардинското кралство се изреждат няколко реакционни крале: Виктор-Емануил I (1802 – 1821), Карл Феликс (1821 – 1831) и Карл Алберт (1831 – 1849). През 1830 г. започва и процесът на индустриализация на страната.

## Пролетта на народите
През февруари 1848 г. „Пролетта на народите“, обхванала почти цяла Западна Европа, достига и до Сардинското кралство. Движението за демократични права и патриотичното негодувание срещу австрийското присъствие в Италия вдигат италианците на бунт. В резултат на това на 9 февруари 1848 г. сардинският крал Карл-Алберт провъзгласява конституция и скоро след това, под натиска на патриотично настроените либерали, обявява война на Австрия и напада австрийските владения в Италия.
Потушаването на революцията в съседните на кралството страни, натискът на настъпващите австрийски войски и опасенията от засилване на републиканците в страната стават причина през лятото на 1848 г. Карл Алберт да напусне бойното поле и от двореца си в Милано да моли за мир австрийския генерал Радецки. След като разбират за постъпката на краля, въстаналите граждани на Милано щурмуват двореца с искане за абдикацията на Карл Алберт. Кралят и правителството успяват да избягат от града и на 9 август подписват позорно за Сардинското кралство примирие с Австрия.

## Рисорджименто
На 12 март 1849 г., когато изтича примирието с Австрия, Карл-Алберт, за да повдигне авторитета си, възобновява войната срещу нея. Армията на Пиемонт обаче претърпява пълно поражение и на 23 март 1849 г. компрометиралият се сардински крал абдикира в полза на сина си Виктор Емануил II.
След назначаването на граф Камило Бенсо ди Кавур за министър-председател на кралство Пиемонт започва и подготовката за обединяването на Италия. През 1853 – 1856 г. кралството участва и в Кримската война срещу Русия.
На 23 април 1859 г., след няколко провокации от пиемонтска страна, Австрия обявява война на Сардинското кралство. Съгласно предварителни уговорки това е достатъчен повод за Франция да се намеси в конфликта на страната на италианците. Наполеон III обаче не спазва обещанието си към Кавур французите да се бият до окончателното отвоюване на кралство Ломбардия-Венеция от австрийците. В желанието си да приключи по-бързо войната, след френско-сардинските победи при Маджента и Солферино Наполеон III сключва сепаративен мир с австрийците зад гърба на Кавур. Съгласно условията му Австрия отстъпва единствено Ломбардия. Виена обаче отказва да предаде каквито и да е територии на Сардинското кралство, поради което първоначално Ломбардия е анексирана от Франция, а Наполеон III от своя страна отстъпва областта на Сардинското кралство.
На 5 март 1860 г. жителите на Тоскана, Модена и Романя гласуват на референдум да се присъединят към Сардинското кралство. Наполеон III, който се страхува от една силна Савойска държава на югозападната си граница, заявява, че ако Сардиния присъедини тези земи, като компенсация Франция ще трябва да получи части от Пиемонт, Ница и Савоя. След проведен референдум в Ница и Савоя 90% от жителите на тези две области на кралството се обявяват за присъединяване към Франция.
През 1860 г. Джузепе Гарибалди започва своя поход за обединението на Италия от Сардиния и от името на Сардинското кралство. Гарибалди успява да се справи с Неаполитанското кралство и се насочва към Гета. Кавур е доволен от постигнатото, а Гарибалди настоява походът да се отправи към Рим. Така Гарибалди се оказва твърде революционен за краля и министъра му.
На 17 март 1861 г. официално е провъзгласено създаването на Кралство Италия, което поставя край на съществуването на Сардинското кралство като самостоятелна държава. Пиемонт обаче остава най-развитата част на новата страна, а Торино остава столица на Италия до 1865 г., когато столицата е преместена във Флоренция. Династия Савоя остава начело на Италия до 1946 г., когато монархията е отменена.